# Thymoites maderae
Thymoites maderae es una especie de araña araneomorfa del género Thymoites, familia Theridiidae. Fue descrita científicamente por Gertsch & Archer en 1942.
Habita desde los Estados Unidos hasta Panamá.